# Нуж-Ключ
 Нуж-Ключ  — деревня в Моркинском районе Республики Марий Эл. Входит в состав Шиньшинского сельского поселения.

## География
Находится в юго-восточной части республики Марий Эл на расстоянии приблизительно 16 км по прямой на восток от районного центра посёлка Морки.

## История
Основана в середине XVIII века выходцами из деревень нынешнего Атнинского района Республики Татарстан. В 1825 году в деревне жили ясачные крестьяне, из них 78 мужчин, русские. В 1839 году было 36 дворов, в 1886 году — 103 двора, проживали 575 человек разных национальностей: русские, татары. В 2004 отмечено 183 дома. В советские времена работали колхозы «Разгар», им. Ленина, «Искра», промколхоз имени VII съезда, промартель «За мир».

## Население
Население составляло 445 человек (мари 76 %) в 2002 году, 389 в 2010.